# Windows-service
Een Windows-service, vaak afgekort tot service, is binnen het Windows- en Windows Server-besturingssysteem een computerprogramma dat werkzaam is op de achtergrond. Het principe is vergelijkbaar met een daemon onder Unix.
Windows-services kunnen dusdanig ingesteld worden dat zij starten wanneer Windows is opgestart, en op de achtergrond blijven draaien zolang dat het besturingssysteem actief is. Een service kan ook handmatig of door een gebeurtenis worden gestart.
Een service draait standaard onder een van de volgende gebruikersaccounts: Systeem, Netwerkservice of Lokale service.

## Werking
Windows-services zijn de ruggengraat van Windows en werken als tussenlaag voor hardware- en softwareniveaus. Een voorbeeld hiervan is de "Plug and Play"-service, zonder deze service kan hardware geen software benaderen en vice versa.
De daadwerkelijke uitvoering van de dienst is afhankelijk van de omgeving, zoals welke Windows-versie, 32- of 64-bits systeem, enzovoort.
Services communiceren niet rechtstreeks met de gebruiker, ze hebben zelf geen gebruikersinterface. Vaak zijn er afzonderlijke programma's voor het configureren en besturen van een service, in Windows zijn de meeste van deze programma's gegroepeerd in het configuratiescherm.

## Beheer
Services kunnen worden beheerd met behulp van de module "Services.msc" binnen de Microsoft Management Console. Geavanceerde opties zoals het maken, verwijderen en definiëren van de afhankelijkheden van services kan via het opdrachtregelprogramma "sc.exe". Dit is opgenomen in de standaardinstallatie van Windows sinds Windows XP of Windows Server 2003, maar kan later ook onder Windows-versies worden geïnstalleerd met behulp van de Resource Kit.

## Toepassing
Sommige basissysteemfuncties worden geleverd door services. Dergelijke services worden automatisch gestart met het besturingssysteem, ongeacht de Windows-versie.
Voorbeelden hiervan zijn:
- Werkstation-service
- Automatische updates
- DHCP-client
- DNS-client
- Afdrukwachtrij
- Server
- Taakplanner
- Plug-and-play